# ستان لويد
ستان لويد (بالإنجليزية: Stan Lloyd)‏ هو سياسي أسترالي، ولد في 8 ديسمبر 1889، وتوفي في 28 أبريل 1967. انتخب عضو الجمعية التشريعية نيو ساوث ويلز.